# Zagrebačka nogometna zona 1970./71.
Zagrebačka nogometna zona  je bila jedna od zona Prvenstva Hrvatske, te liga trećeg stupnja nogometnog prvenstva Jugoslavije u sezoni 1970./71. 
 
Sudjelovalo je 14 klubova, a prvak je bila "Sloga" iz Čakovca.

## Ljestvica
| mj. | klub                 | ut. | pob. | ner. | por. | gol+ | gol- | bod |
| --- | -------------------- | --- | ---- | ---- | ---- | ---- | ---- | --- |
| 1.  | Sloga Čakovec        | 26  | 13   | 7    | 6    | 42   | 38   | 33  |
| 2.  | Radnik Velika Gorica | 26  | 14   | 4    | 8    | 41   | 28   | 32  |
| 3.  | Segesta Sisak        | 26  | 12   | 7    | 7    | 58   | 29   | 31  |
| 4.  | Lokomotiva Zagreb    | 26  | 9    | 12   | 5    | 36   | 27   | 30  |
| 5.  | Slaven Koprivnica    | 26  | 11   | 6    | 9    | 41   | 39   | 28  |
| 6.  | Končar Zagreb        | 26  | 10   | 8    | 8    | 37   | 40   | 28  |
| 7.  | Rudeš Zagreb         | 26  | 9    | 8    | 9    | 40   | 34   | 26  |
| 8.  | Dubrava Zagreb       | 26  | 10   | 6    | 10   | 34   | 37   | 26  |
| 9.  | Tehničar Karlovac    | 26  | 9    | 7    | 10   | 43   | 38   | 25  |
| 10. | Gavrilović Petrinja  | 26  | 9    | 7    | 10   | 36   | 50   | 25  |
| 11. | Metalac Sisak        | 26  | 9    | 6    | 11   | 34   | 38   | 24  |
| 12. | Jedinstvo Ogulin     | 26  | 9    | 4    | 13   | 42   | 59   | 22  |
| 13. | Čelik Križevci       | 26  | 6    | 8    | 12   | 44   | 49   | 20  |
| 14. | MTČ Čakovec          | 26  | 5    | 4    | 17   | 41   | 63   | 14  |

## Rezultatska križaljka
| kratica | klub                 | ČEL | DUB | GAV | JED | KON | LOK | MET | MTČ | RAD | RUD | SEG  | SLA | SLO | TEH |
| --- | -------------------- | --- | --- | --- | --- | --- | --- | --- | --- | --- | --- | ---- | --- | --- | --- |
| ČEL | Čelik Križevci       |     |     |     |     |     |     |     |     |     |     | 1:2  |     |     |     |
| DUB | Dubrava Zagreb       |     |     |     |     |     |     |     |     |     |     | 0:0  |     |     |     |
| GAV | Gavrilović Petrinja  |     |     |     |     |     |     |     |     |     |     | 0:10 |     |     |     |
| JED | Jedinstvo Ogulin     |     |     |     |     |     |     |     |     |     |     | 3:7  |     |     |     |
| KON | Končar Zagreb        |     |     |     |     |     |     |     |     |     |     | 2:1  |     |     |     |
| LOK | Lokomotiva Zagreb    |     |     |     |     |     |     |     |     |     |     | 0:0  |     |     |     |
| MET | Metalac Sisak        |     |     |     |     |     |     |     |     |     |     | 0:1  |     |     |     |
| MTČ | MTČ Čakovec          |     |     |     |     |     |     |     |     |     |     | 4:3  |     |     |     |
| RAD | Radnik Velika Gorica |     |     |     |     |     |     |     |     |     |     | 1:2  |     |     |     |
| RUD | Rudeš Zagreb         |     |     |     |     |     |     |     |     |     |     | 2:1  |     |     |     |
| SEG | Segesta Sisak        | 1:1 | 0:1 | 1:2 | 6:0 | 2:1 | 3:0 | 2:1 | 3:1 | 1:2 | 3:1 |      | 5:0 | 1:1 | 1:1 |
| SLA | Slaven Koprivnica    |     |     |     |     |     |     |     |     |     |     | 3:1  |     |     |     |
| SLO | Sloga Čakovec        |     |     |     |     |     |     |     |     |     |     | 1:1  |     |     |     |
| TEH | Tehničar Karlovac    |     |     |     |     |     |     |     |     |     |     | 0:0  |     |     |     |
| |                      |     |     |     |     |     |     |     |     |     |     |      |     |     |     |
| podebljan rezultat - utakmice od 1. do 13. kola (1. utakmica između klubova) rezultat normalne debljine - utakmice od 14. do 26. kola (2. utakmica između klubova) rezultat nakošen - nije vidljiv redoslijed odigravanja međusobnih utakmica iz dostupnih izvora rezultat smanjen * - iz dostupnih izvora nije uočljiv domaćin susreta prekrižen rezultat - poništena ili brisana utakmica p - utakmica prekinuta 3:0 p.f. / 0:3 p.f. - rezultat 3:0 bez borbe |                      |     |     |     |     |     |     |     |     |     |     |      |     |     |     |

 Izvori: